# Jiang Ziya (película)
Jiang Ziya (en chino :姜子牙; pinyin : Jiāng Zǐyá , a veces escrito como Jiang Zi Ya ) es una película china de aventuras de fantasía animada por computadora en 3D del año 2020 dirigida por Cheng Teng y Li Wei. Con la versión mitológica y ficticia de la popular figura china Jiang Ziya, la trama se basa libremente en la novela Investidura de los dioses de Xu Zhonglin. Es una continuación de la película de Ne Zha del año 2019 y la segunda entrega del Universo Cinematográfico de Fengshen.
La película estaba inicialmente programada para su estreno en China el 25 de enero de 2020, pero tras la pandemia de COVID-19 se cancelaron todos los estrenos del Año Nuevo chino. La nueva fecha de estreno fue el 1 de octubre de 2020. El título oficial en inglés de la película en China es Legend of Deification, y se estrenó como Jiang Ziya: Legend of Deification en el Reino Unido, Australia, Nueva Zelanda, y Singapur.

## Argumento
En la guerra, Jiang Ziya tiene la tarea de acabar con el líder del clan espíritu zorro que instigó una gran guerra. Jiang la captura y tiene la tarea de ejecutarla en el cielo. Sin embargo, ve a una niña inocente poseída por el espíritu zorro y no puede permitir que el Venerado Gran Maestro la mate. El Maestro lo destierra a la tierra por liberar al espíritu del zorro y enamorarse de su ilusión.
Jiang pasa diez años en la tierra abatido con su amigo el Dios Tigre quien lo cuida. Jiang encuentra a una joven espíritu zorro amnésica que se parece a la chica que pide ayuda durante la ejecución del espíritu zorro. Ellos luchan, pero finalmente deciden viajar juntos para encontrar a su padre y descubrir la verdad con el Dios Tigre ayudándolo en el camino. En el destino está el viejo rey que se ha desilusionado y trata de matar a la chica zorro. Los demonios zorros sombra que han estado siguiendo a la chica zorro se la llevan. Jiang lo sigue y ve al líder del clan zorro ("nueve colas") con vida. Ella explica que la niña es en realidad una concubina del viejo rey que fue entregada y abandonada por su padre. Y que el líder del clan de los zorros nunca puede morir sin que la joven muera debido a estar atada por un brazalete del destino, creado por el Maestro.
Jiang logra salvar a la niña con el Dios Tigre, pero pierde a su fiel corcel. El Dios Tigre ahora cree que Jiang tenía razón sobre la niña y necesita encontrar la verdad. Entonces, el Dios Tigre sacrifica parte de su poder para animar a Jiang a los cielos para hablar con el Maestro. El Maestro explica que a Jiang no se le negó la divinidad porque no mató al líder del clan zorro, sino porque mostró bondad. Un verdadero Dios superior no debe tener ninguna bondad y centrarse solo en el bien mayor. Jiang puede suplicar una respuesta para evitar que la niña tenga que morir eternamente. El Maestro le dice que la pase a través de la puerta de la reencarnación y ella será salvada en la próxima vida.
Jiang va a la puerta, pero es seguido por el líder del clan espíritu zorro. El Dios Tigre se da cuenta de que siguió a Jiang no porque fuera elogiado por celos como el héroe más grande, sino porque Jiang es un verdadero héroe. Así que se queda atrás para sacrificarse, ralentizando al líder del clan de los zorros, para ganar tiempo a Jiang. Jiang promete que la próxima vida salvará a la niña y que tendrá una vida mejor con un padre amoroso adecuado. Ella pasa, pero el líder del clan zorro aparece y ataca la puerta de la reencarnación. Jiang no puede detenerla y ella explica la verdad de la guerra cuando estalla y solo aparecen fantasmas zorro agraviados. Ella explica que fueron agraviados porque comenzaron la guerra basados en la promesa de la Maestra de convertir al líder del clan de los zorros en un Dios y levantar el clan de los zorros. Sin embargo, la Maestra mintió y usó al clan de los zorros como chivo expiatorio para unir a todo el Cielo, Humanos, y mundos demoníacos juntos contra un enemigo común por el 'Bien Mayor'. Así que bajo su coacción condenó a su clan y trató de destruir el cielo con el poder de todos los fantasmas zorros. Jiang intenta salvar a la chica que todavía está dentro del zorro fantasma omega que golpea el cielo. Heaven activa su arma nuclear para matar al espíritu del zorro.
Jiang no puede salvar a la niña, pero se da cuenta de que el poder para hacerlo no proviene de los poderes otorgados por el Cielo, sino de él mismo para salvar a cualquier persona, ya sea del reino del Cielo, Humano o Demonio. Finalmente recupera sus poderes volviéndose completamente blancos y libera los rencores de los fantasmas hacia la chica. La niña se despierta y pregunta si ha reencarnado a su mejor vida antes de que la bomba nuclear Heaven la mate a ella y a todos los fantasmas. Jiang está abatido, pero ve que el pájaro del más allá se lleva a todos los espíritus fantasmas con la esperanza de que la niña no se haya ido para siempre. Los Cielos aplauden la larga estafa de Jiang de finalmente atraer y matar al líder del clan de los zorros. Entonces lo convoca a ser un Dios verdadero. Jiang ahora sabe cuán corruptos son los verdaderos Dioses y el Maestro con su justicia y rompe el puente hacia el Cielo, cortando para siempre el control del Cielo sobre el reino humano.
Pasan los años, en el epílogo la gente venera a Jiang como un verdadero héroe y un dios de primer nivel por encima incluso del Gran Maestro Venerado que ha sido castigado. El Dios Tigre se muestra vivo pero sin poder, criando a un joven alumno para que sea como Jiang. Se puede aludir que el corcel se reencarna como un cachorro y ver a una niña con un padre amoroso jugando con su muñeca puede ser la reencarnación de la niña zorro también. Después de los créditos, se escucha en los chismes del Cielo que Jiang está en realidad en un cuarto reino de la mega prisión de Dios / Demonio y tres Dioses toman puestos del Gran Maestro Venerado para protegerlo.

## Elenco
- Zheng Xi como Jiang Ziya

- Yang Ning como Xiao Jiu/Su Daji

- Tutehameng como Shen Gongbao

- Yan Meme como Si Bu Xiang

- Ji Guanlin y Shan Xin como Jiuwei/Reina Demonio

- Jiang Guangtao como Tianzun[1]

## Producción
La película cuenta la historia de la versión literaria mitológica y ficticia de Jiang Ziya de la Investidura de los dioses, una gigantesca novela shenmo de la dinastía Ming (1368-1644) que se atribuye tradicionalmente a Xu Zhonglin, e incorpora varios mitos existentes en un contexto más amplio de la narrativa. Jiang Ziya se representa tradicionalmente en la ficción china como un adepto taoísta en la religión popular china y el taoísmo . En la novela original, Jiang es un hombre de 72 años. En esta película, Jiang Ziya es retratado como un hombre de mediana edad que insiste en seguir su corazón a pesar de tener un pasado complejo.

## Lanzamiento
El 12 de diciembre de 2019, los productores lanzaron su primer tráiler.
En un esfuerzo por contener el brote de COVID-19, los distribuidores han reprogramado todas las fechas de estreno de las películas, incluida la de Jiang Ziya . Originalmente estaba programado para su lanzamiento el 25 de enero de 2020 en China. La nueva fecha de lanzamiento fue el 1 de octubre de 2020.
La película se estrenó en esa fecha simultáneamente en China, Estados Unidos, Canadá, Reino Unido, Australia, Nueva Zelanda, y Singapur.

## Taquilla
En China, los boletos de preventa totalizaron hasta 90 millones de yuanes (US $ 13,3 millones). En solo ocho horas desde su estreno, la película ha recaudado un total de 297 millones de yuanes (43,7 millones de dólares). El rendimiento de taquilla en su primer día de estreno superó al de su película predecesora, Ne Zha (144 millones de yuanes, o US $ 21,2 millones) por el récord de 308 millones de yuanes (US $ 45,4 millones).

## Respuesta crítica
En el sitio web de crítica y reseña Rotten Tomatoes, la película tiene una calificación de aprobación del 83% basada en 6 reseñas, con una calificación promedio de 6.3 / 10.